# Literatura danesa

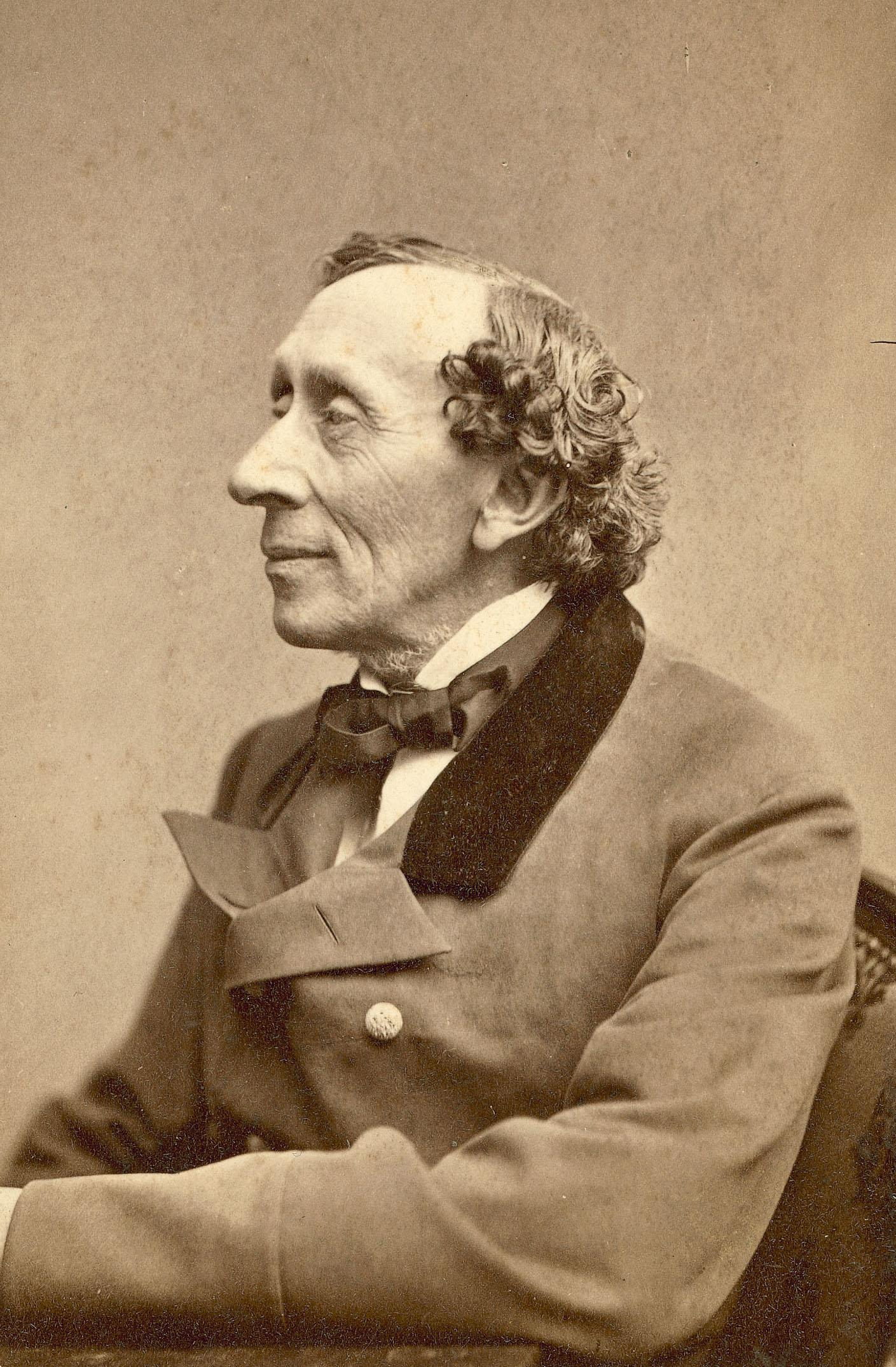
Hans Christian Andersen

La literatura danesa inclou les obres escrites en danès. Els seus precedents inclouen les inscripcions rúniques, com les que es troben a les pedres de Jelling i autors en llatí com Saxo Grammaticus (1150-1220), autor de la Gesta danorum, però no s'inicia com a tal fins a la baixa edat mitjana quan el llatí va iniciar el seu declivi, la forma més habitual que prenia l'expressió literària d'aquesta primera època seria la de les cançons i les balades.
La reforma luterana, que propugnava la utilització de la llengua del poble com a vehicle de transmissió, va donar un gran impuls a la utilització del danès, el 1550 destaca la publicació la Bíblia de Cristià III, una traducció del Nou Testament dirigida per l'humanista Christiern Pedersen.
Thomas Kingo (1634-1703) és conegut pels seus apassionats himnes religiosos que s'enquadrarien dins del renaixentisme tardà amb inclinacions barroques. També és important l'obra en prosa de Leonora Christina Ulfeldt (1621-1698), filla del rei Cristià IV, destacant Jammersminde, una obra que no es publicaria fins a l'any 1869. En el vessant poètic destaca Anders Bording (1619-1677) que va publicar durant 14 anys un periòdic mensual, el Den Danske Mercurius, en vers alexandrí.
L'arribada a Dinamarca de les idees de la il·lustració va comportar una reafirmació del caràcter nacional de la literatura danesa, Voltaire, Rousseau i Friedrich Klopstock van exercir una notable influència sobre els autors danesos. D'aquesta època cal citar a Ludvig Holberg (1684-1754) com a l'escriptor més notable, sovint considerat el pare de la literatura danesa moderna, especialment conegut per les seves comèdies. També en destaquen el poeta Hans Adolph Brorson (1694-1764) cèlebre pels seus salms, el poeta i dramaturg Johannes Ewald (1743-1781), el poeta Jens Baggesen (1764-1826) i l'escriptor satíric i filòleg Andreas Heiberg (1758-1841).

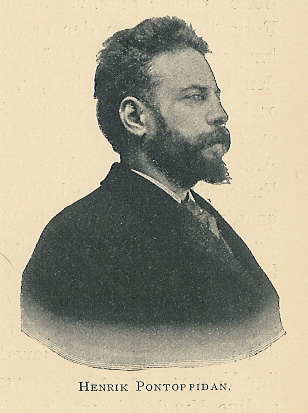
Henrik Pontoppidan

El romanticisme suposà l'edat d'or de la literatura danesa, Heinrich Steffens (1773-1845) va tenir un paper destacat en la difusió de les idees romàtiques amb una sèrie de conferències a l'Elers' Kollegium el 1802. Aquestes conferències tindrien una gran influència sobre el poeta i dramaturg Adam Oehlenschläger (1779-1850), que seria l'introductor del romanticisme la literatura danesa amb obres cabdals com per exemple Digte (1803) o Poetiske Skrifter (1805). Altres autors importants dins d'aquest corrent literari són Steen Steensen Blicher (1782-1848), Bernhard Severin Ingemann (1789-1862), el novel·lista Carsten Hauch (1790-1872) i Nicolai Frederick Severin Grundtvig (1783]-1872). Una segona generació romàntica estaria encapçalada pel dramaturg Johan Ludvig Heiberg (1791-1860) i el poeta Henrik Hertz (1797-1870).
Hans Christian Andersen (1805-1875) i Søren Kierkegaard (1813-1855) són universalment reconeguts. Andersen és especialment conegut pels seus conte de fades escrits entre 1835 i 1872, però a més d'obres tant populars com El vestit nou de l'emperador, La petita venedora de llumins o L'aneguet lleig també va destacar en poesia i per la seva autobiografia Mit Livs Eventyr (El conte de la meva vida, 1855). Per la seva banda, Kierkegaard, filòsof i teòleg, expressa a la seva obra un existencialisme cristià oposat a l'església oficial del seu país, entre les seves obres destaquen Enten-Eller (O això o allò, 1843), Philosophiske Smuler (Engrunes filosòfiques, 1844), Stadier paa Livets Vei (Estadis en el camí de la vida, 1845) i Afsluttende uvidenskabelig Efterskrift til de philosophiske Smuler (Postil·la conclusiva i no científica a les engrunes filosòfiques, 1846).

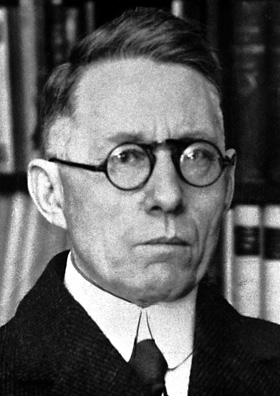
Johannes Vilhelm Jensen

Georg Brandes (1842-1927) va ser el gran difusor de les idees del realisme i el naturalisme, dins d'aquest corrent destaca el novel·lista Jens Peter Jacobsen (1847-1885), difusor del darwinisme, amb obres com Marie Grubbe o Niels Lyhne que influirien en Rilke. També cal destacar el poeta Holger Drachmann (1846-1908), membre capdavanter del moviment naturalista Det Moderne Gennembrud.
Una figura fonamental del naturalisme, també membre del moviment Det Moderne Gennembrud, és el novel·lista Henrik Pontoppidan (1857-1943) que va rebre el Premi Nobel de Literatura el 1917 conjuntament amb Karl Adolph Gjellerup (1857-1919). Les principals novel·les de Pontoppidan són Det Forjættede Land , ("La Terra Promesa", en tres volums 1891-1895), Lykke-Per ("Pere l'Afortunat", en vuit volums 1898-1904), i De dødes rige ("El regne dels morts", en cinc volums 1912-1916). Una altra gran figura que va seguir les idees de Georg Brandes és el poeta i dramaturg Jeppe Aakjær (1866-1930).
Dins del corrent simbolista s'inclouen Johannes Jørgensen (1866-1956), el poeta Ludwig Holstein (1864-1943) i el novel·lista Harald Kidde (1878-1918).
Al segle XX destacà el novel·lista Johannes Vilhelm Jensen (1873-1950), Premi Nobel de Literatura del 1944, entre les seves grans obres podem citar la novel·la Kongens Fald (La caiguda del rei) publicada entre 1899 i 1902, una col·lecció de poemes publicada el 1906 Digte 1906 (Poemes 1906), i Den lange rejse (El llarg viatge, 1908-1922), una epopeia de sis novel·les on desenvolupa les seves idees sobre l'evolució, que va ser publicada el 1938.
Altres autors importants del segle XX són Martin Andersen Nexø (1869-1954), Nis Petersen (1879-1943), Karen Blixen (1885-1962, Jens Martin Alfred Hansen (1909-1955), Tom Kristensen (1893-1974), Hans Christian Branner (1903-1966), Morten Nielsen (1922-1944), Halfdan Rasmussen (1915-2002), Paul la Cour (1902-1956), Henrik Nordbrandt (1945), Jørgen Gustava Brandt (1929-2006),, Kaj Munk (1898-1944), Kjeld Abell (1901-1961), Carl Erik Soya (1896-1983), Jacob Paludan (1896-1975), Peter Poulsen (1946), Tove Ditlevsen (1917-1976). Klaus Rifbjerg (1931), Ib Michael (1945), Dan Turèll (1956-1993), Leif Davidsen (1950), Bjarne Reuter (1950), Peter Høeg (1957), Jens Christian Grøndahl (1959).